# Санітарія та вода для всіх
Санітарія та вода для всіх (Sanitation and Water for All — SWA) — глобальне партнерство, яке прагне досягти універсального доступу до чистої питної води та відповідних санітарних умов. У 2015 році 2,4 мільярда людей не мали доступу до покращених санітарних умов, 946 мільйонів людей справляли нужду просто неба, а 663 мільйони людей не мали доступу до основних джерел води.
Понад 100 партнерів, включаючи уряди, громадянське суспільство та партнерів з розвитку, працюють разом у рамках SWA.
Партнерство SWA організовує зустрічі під назвою «Зустрічі високого рівня» (ЗВР). Після двох ЗВР у 2010 та 2012 роках, третій ЗВР відбувся у Вашингтоні, округ Колумбія, у квітні 2014 року, за участю понад шістдесяти делегацій із країн, що розвиваються, та донорів, у тому числі 20 міністрів фінансів із країн-партнерів ЗВР.
Комунікаційну групу SWA до кінця 2019 року очолювала Рада співробітництва з водопостачання та санітарії (Water Supply and Sanitation Collaborative Council — WSSCC). З 2020 року його проводить ЮНІСЕФ.

## Партнерство
Партнери SWA поділяються на шість різних груп. Кожен виборчий округ представлений у керівному комітеті, який має повноваження приймати рішення щодо партнерства.
SWA має такі категорії партнерів:
- Урядові партнери (уряди, які підтримують власне внутрішнє впровадження цілей SWA)[5]
- Зовнішні агенції підтримки (багатосторонні партнери, партнери-донори та банки розвитку)[6]
- Громадянське суспільство (некомерційні організації чи мережі, що діють на національному, міжнародному чи регіональному рівнях)[7]
- Дослідження та навчання (академічні установи, агенції чи мережі з визнаним технічним і політичним досвідом і впливом, а також глобальними та/або регіональними повноваженнями, які проводять або сприяють дослідженням чи навчанню на підтримку цілей SWA)[8]
- Приватний сектор (комерційні підприємства або мережі, що представляють ділові групи з визнаною прихильністю, впливом і глобальними та/або регіональними повноваженнями, які працюють на підтримку цілей SWA)
- Комунальні послуги та регулятори (на національному рівні, впливаючи на політику, зв'язуючи уряд і користувачів WASH, а також уможливлюючи фінансування)[9]

## Історія
Кілька зацікавлених сторін у сфері водопостачання та санітарії вперше сформулювали SWA у 2006 році для покращення доступу до санітарії та питної води.
У 2007 році DFID повторив свій заклик до кращої координації сектору WASH і потребу в Глобальному плані дій на основі «П'яти єдиних»:
1. один щорічний глобальний моніторинговий звіт;
2. одна глобальна нарада міністрів високого рівня з питань води;
3. на рівні країни один національний план з водопостачання та санітарії;
4. один координаційний орган;
5. і діяльність агентств Організації Об'єднаних Націй (ООН) у сфері водопостачання та санітарії має координуватися одним головним органом ООН відповідно до плану ПРООН для країни.

У 2008 році DFID, Генеральний директорат Нідерландів з міжнародного співробітництва (DGIS), інші донори та уряди країн, що розвиваються, офіційно погодилися створити Глобальну рамкову програму дій щодо санітарії та водопостачання (GF4A), яку було запущено на стороні -захід під час Заходу високого рівня щодо ЦРТ ООН.
У квітні 2010 року партнери організували першу зустріч високого рівня у Вашингтоні, округ Колумбія, США, і країни, що розвиваються, і донори представили зобов'язання щодо покращення санітарії та водопостачання. У вересні 2010 року під новою назвою — Санітарія та вода для всіх (SWA) — нове партнерство було офіційно оформлено за допомогою узгодженого керівного документа, обраного керівного комітету та секретаріату.